# Денис Пушилин
Денис Владимирович Пушилин (на руски: Дени́с Влади́мирович Пуши́лин, на украински: Денис Володимирович Пушилін) е политик от Донецка област, който е ръководител на Донецката народна република от 2018 г.
Преди това е председател на Народния съвет и временно изпълняващ длъжността държавен глава след убийството на Александър Захарченко по време на конфликта в региона на Източна Украйна.

## Биография
Пушилин е родом от миньорския град Макеевка, син на работници от Макеевския металургичен завод Владимир Пушилин и Валентина Хасанова. Завършил е руското държавно училище към градския съвет на Макеевка, Макеевския лицей.
Пушилин служи в Националната гвардия на Украйна между 1999 – 2000 г. като военнослужещ от батальон със специално назначение в Крим. През 2000-те учи в Донбаската национална академия по строителство и архитектура, факултет „Икономика на предприятието“. В периода 2002 – 2006 г. работи в сладкарница „Solodke zhyttia“ (Сладък живот).
От 2011 до 2013 г. Пушилин се включва като доброволец за неотдавнашен наследник на руската компания от схемата на Понци МММ, която през 90-те струва на клиентите си милиони долари, преди да бъде закрита през 1994 г. и възродена през 2011 г. Пушилин никога не отрича участието си в компанията.
На 19 май 2014 г. Пушилин става председател на Върховния съвет на Донецката народна република, а според проекта на Конституция, приет на 15 май, държавен глава на новата република. Той заявява, че не предвижда Донецката народна република да стане независима държава, вместо това предпочита да се присъедини към обновената Руска империя. Докато е в Москва през юни 2014 г., Пушилин обявява, че предприятията от ДНР, които се занимават с укриване на данъци, ще бъдат национализирани.
Пушилин оцелява в два опита за убийство досега, като и двата се извършват в рамките на една седмица - на 7 и 12 юни 2014 г. Пушилин е в Москва на тези дати, което е широко разпространено по това време.
Пушилин подава оставка от поста си на председател на Донецката народна република през юли 2014 г. От 14 ноември 2014 г. до 4 септември 2015 г. е заместник-председател на Съвета на Донецката народна република, след което замества Андрей Пургин и отново става председател на Съвета. Лидерът на ДНР Александър Захарченко е взривен в ресторант в Донецк. След временно ръководство от Дмитрий Трапезников, Пушилин е назначен за изпълняващ длъжността ръководител на ДНР на 7 септември 2018 г.; той заема тази длъжност до изборите на 11 ноември 2018 г.
На 21 септември 2018 г. подава документи за регистрация на изборите през ноември. Печели с 60,85% от гласовете. На 6 декември 2021 г. Пушилин става член на руската управляваща партия Единна Русия. Председателят на Единна Русия Дмитрий Медведев лично му връчва партийния билет по време на годишния конгрес на партията в Москва.
На 21 февруари 2022 г. Пушилин подписва споразумение за приятелство, сътрудничество и взаимопомощ между Донецката народна република и Руската федерация. На тази церемония са подписани също споразумение между Луганска народна република и Русия и изпълнителни заповеди на президента Путин за официално признаване на независимостта на ДНР и ЛНР. В края на февруари Пушилин мобилизира войски в помощ на руските сили в Украйна.